# بوراک آلتی‌پارماک
بوراک آلتی‌پارماک (انگلیسی: Burak Altıparmak؛ زادهٔ ۱۵ اکتبر ۱۹۹۰) بازیکن فوتبال اهل ترکیه است.
از باشگاه‌هایی که در آن بازی کرده‌است می‌توان به باشگاه فوتبال آنکارا اسپور، باشگاه فوتبال ماگدبورگ ۱، و باشگاه فوتبال وولفسبورگ اشاره کرد.